# Shorttrack-Europameisterschaften 2008
Die Shorttrack-Europameisterschaften 2008 waren die 12. Auflage der Shorttrack-Europameisterschaften und fanden zwischen dem 18. und dem 20. Januar 2008 im lettischen Ventspils statt. Insgesamt wurden vier Europameistertitel vergeben, jeweils einer im Mehrkampf und in der Staffel bei Frauen und Männern. Es waren die ersten internationalen Shorttrack-Meisterschaften, die in Lettland stattfanden. Ausrichter war die Internationale Eislaufunion (ISU).
Bei den Frauen siegte die Italienerin Arianna Fontana vor der Titelverteidigerin Ewgenija Radanowa aus Bulgarien, bei den Männern setzte sich vor heimischen Publikum der Lette Haralds Silovs vor Niels Kerstholt aus den Niederlanden und dem Titelverteidiger Nicola Rodigari aus Italien durch. Im Staffelwettbewerb setzte sich bei den Frauen das britische und bei den Männern das italienische Quartett durch.

## Teilnehmende Nationen
Insgesamt nahmen 130 Athleten aus 25 Ländern an den Europameisterschaften teil, darunter 71 Männer und 59 Frauen.
| Teilnehmende Nationen (Frauen/Männer)                                                       | Teilnehmende Nationen (Frauen/Männer)                                           | Teilnehmende Nationen (Frauen/Männer)                                       | Teilnehmende Nationen (Frauen/Männer)                                    | Teilnehmende Nationen (Frauen/Männer)                                      |
| ------------------------------------------------------------------------------------------- | ------------------------------------------------------------------------------- | --------------------------------------------------------------------------- | ------------------------------------------------------------------------ | -------------------------------------------------------------------------- |
| Belarus (5/4) Belgien (0/2) Bosnien und Herzegowina (0/1) Bulgarien (4/4) Deutschland (5/5) | Frankreich (1/5) Großbritannien (5/5) Israel (2/2) Italien (5/5) Kroatien (0/1) | Lettland (1/2) Litauen (0/1) Niederlande (5/5) Österreich (1/1) Polen (5/5) | Rumänien (2/1) Russland (5/5) Schweden (1/1) Schweiz (0/1) Serbien (1/0) | Slowakei (1/4) Slowenien (1/1) Tschechien (1/0) Ukraine (3/5) Ungarn (5/5) |

## Zeitplan
Der Zeitplan war parallel für Frauen und Männer wie folgt gestaltet.
Freitag, 18. Januar 2008
- 1500 m: Vorlauf, Halbfinale, Finale
- Staffel: Vorlauf

Samstag, 19. Januar 2008
- 500 m: Qualifikation, Vorlauf, Viertelfinale, Halbfinale, Finale
- Staffel: Halbfinale

Sonntag, 20. Januar 2008
- 1000 m: Vorlauf, Halbfinale, Finale
- 3000 m: Superfinale
- Staffel: Finale

## Ergebnisse

### Frauen

#### Mehrkampf
- In den Spalten 500 m, 1000 m, 1500 m und 3000 m ist erst angegeben, welche Platzierung der Athlet erreichte, dahinter in Klammern, wie viele Punkte er dafür erhielt.
- Jeder Athlet, der in ein Finale gekommen ist, erhält dort für seine Platzierung Punkte, von 34 Punkten für den ersten Platz geht es bis zu einem Punkt für den achten Platz. Tritt ein Athlet nicht an (DNS), wird er disqualifiziert (DSQ) oder erreicht er nicht das Ziel (DNF), bekommt er keine Punkte für den Allround-Wettbewerb.

| Rang | Name              | Punkte | 500 m  | 1000 m | 1500 m | 3000 m |
| ---- | ----------------- | ------ | ------ | ------ | ------ | ------ |
| 1.   | Arianna Fontana   | 89     | 15 (0) | 2 (21) | 1 (34) | 1 (34) |
| 2.   | Ewgenija Radanowa | 58     | 3 (13) | 1 (34) | 6 (3)  | 4 (8)  |
| 3.   | Nina Jewtejewa    | 47     | 7 (0)  | 3 (13) | 2 (21) | 3 (13) |
| 4.   | Erika Huszár      | 42     | 2 (21) | 18 (0) | 8 (0)  | 2 (21) |
| 5.   | Annita van Doorn  | 39     | 1 (34) | 31 (0) | 18 (0) | 5 (5)  |
| 6.   | Kateřina Novotná  | 22     | 5 (0)  | 4 (8)  | 3 (13) | 8 (1)  |
| 7.   | Christin Priebst  | 10     | 25 (0) | 6 (0)  | 4 (8)  | 7 (2)  |
| 8.   | Bernadett Heidum  | 8      | 13 (0) | 36 (0) | 5 (5)  | 6 (3)  |

#### Einzelstrecken
500 Meter
| Rang | Name                 | Zeit     |
| ---- | -------------------- | -------- |
| 1.   | Annita van Doorn     | 46,072 s |
| 2.   | Erika Huszár         | 46,076 s |
| 3.   | Ewgenija Radanowa    | 46,115 s |
|      | Patrycja Maliszewska | DSQ      |

Datum: 19. Januar 2008
1000 Meter
| Rang | Name              | Zeit         |
| ---- | ----------------- | ------------ |
| 1.   | Ewgenija Radanowa | 1:38,046 min |
| 2.   | Arianna Fontana   | 1:38,059 min |
| 3.   | Nina Jewtejewa    | 1:38,532 min |
| 4.   | Kateřina Novotná  | 1:38,552 min |

Datum: 20. Januar 2008
1500 Meter
| Rang | Name              | Zeit         |
| ---- | ----------------- | ------------ |
| 1.   | Arianna Fontana   | 2:28,559 min |
| 2.   | Nina Jewtejewa    | 2:28,990 min |
| 3.   | Kateřina Novotná  | 2:29,059 min |
| 4.   | Christin Priebst  | 2:29,110 min |
| 5.   | Bernadett Heidum  | 2:29,765 min |
| 6.   | Ewgenija Radanowa | 2:30,295 min |

Datum: 18. Januar 2008
3000 Meter Superfinale
| Rang | Name              | Zeit         |
| ---- | ----------------- | ------------ |
| 1.   | Arianna Fontana   | 5:43,030 min |
| 2.   | Erika Huszár      | 5:44,081 min |
| 3.   | Nina Jewtejewa    | 5:44,130 min |
| 4.   | Ewgenija Radanowa | 5:44,398 min |
| 5.   | Annita van Doorn  | 5:45,178 min |
| 6.   | Bernadett Heidum  | 5:49,147 min |
| 7.   | Christin Priebst  | 5:57,046 min |
| 8.   | Kateřina Novotná  | 6:09,824 min |

Datum: 20. Januar 2008

#### Staffel
| Rang | Name                                                                                 | Zeit         |
| ---- | ------------------------------------------------------------------------------------ | ------------ |
| 1.   | GroßbritannienSarah Lindsay Elise Christie Joanna Williams Charlotte Gilmartin       | 4:23,172 min |
| 2.   | BulgarienEwgenija Radanowa Marina Georgiewa-Nikolowa Daniela Iwanowa Gergana Patsowa | 4:23,243 min |
| 3.   | DeutschlandAika Klein Susanne Rudolph Christin Priebst Tina Grassow                  | 4:23,417 min |
| 4.   | PolenPatrycja Maliszewska Karolina Regucka Anna Romanowicz Agnieszka Bawerna         | 4:25,857 min |
|      | UngarnErika Huszár Rózsa Darázs Bernadett Heidum Andrea Keszler                      | DNS          |

Datum: 18. bis 20. Januar 2008

### Männer

#### Mehrkampf
- In den Spalten 500 m, 1000 m, 1500 m und 3000 m ist erst angegeben, welche Platzierung der Athlet erreichte, dahinter in Klammern, wie viele Punkte er dafür erhielt.
- Jeder Athlet, der in ein Finale gekommen ist, erhält dort für seine Platzierung Punkte, von 34 Punkten für den ersten Platz geht es bis zu einem Punkt für den achten Platz. Tritt ein Athlet nicht an (DNS), wird er disqualifiziert (DSQ) oder erreicht er nicht das Ziel (DNF), bekommt er keine Punkte für den Allround-Wettbewerb.

| Rang | Name                   | Punkte | 500 m  | 1000 m  | 1500 m | 3000 m  |
| ---- | ---------------------- | ------ | ------ | ------- | ------ | ------- |
| 1.   | Haralds Silovs         | 89     | 7 (0)  | 2 (21)  | 1 (34) | 1 (34)  |
| 2.   | Niels Kerstholt        | 47     | 15 (0) | 1 (34)  | 19 (0) | 3 (13)  |
| 3.   | Nicola Rodigari        | 42     | 2 (21) | 12 (0)  | 7 (0)  | 2 (21)  |
| 4.   | Jon Eley               | 36     | 1 (34) | 8 (0)   | 11 (0) | 7 (2)   |
| 5.   | Tyson Heung            | 21     | 3 (13) | 7 (0)   | 13 (0) | 4 (8)   |
| 6.   | Wjatscheslaw Kurginjan | 21     | 24 (0) | DNF (0) | 2 (21) | DNS (0) |
| 7.   | Ruslan Sacharow        | 18     | 19 (0) | 43 (0)  | 3 (13) | 5 (5)   |
| 8.   | Gábor Galambos         | 16     | 14 (0) | 3 (13)  | 15 (0) | 6 (3)   |

#### Einzelstrecken
500 Meter
| Rang | Name            | Zeit     |
| ---- | --------------- | -------- |
| 1.   | Jon Eley        | 42,945 s |
| 2.   | Nicola Rodigari | 43,073 s |
| 3.   | Tyson Heung     | 43,161 s |
| 4.   | Bartosz Konopko | 43,194 s |

Datum: 19. Januar 2008
1000 Meter
| Rang | Name                   | Zeit         |
| ---- | ---------------------- | ------------ |
| 1.   | Niels Kerstholt        | 1:26,625 min |
| 2.   | Haralds Silovs         | 1:26,659 min |
| 3.   | Gábor Galambos         | 1:27,192 min |
|      | Wjatscheslaw Kurginjan | DNF          |

Datum: 20. Januar 2008
1500 Meter
| Rang | Name                   | Zeit         |
| ---- | ---------------------- | ------------ |
| 1.   | Haralds Silovs         | 2:16,377 min |
| 2.   | Wjatscheslaw Kurginjan | 2:16,471 min |
| 3.   | Ruslan Sacharow        | 2:16,545 min |
| 4.   | Pieter Gysel           | 2:16,547 min |
| 5.   | Paul Herrmann          | 2:16,954 min |
| 6.   | Yuri Confortola        | 3:05,021 min |

Datum: 18. Januar 2008
3000 Meter Superfinale
| Rang | Name                   | Zeit         |
| ---- | ---------------------- | ------------ |
| 1.   | Haralds Silovs         | 5:03,706 min |
| 2.   | Nicola Rodigari        | 5:03,762 min |
| 3.   | Niels Kerstholt        | 5:03,931 min |
| 4.   | Tyson Heung            | 5:03,964 min |
| 5.   | Ruslan Sacharow        | 5:04,204 min |
| 6.   | Gábor Galambos         | 5:10,242 min |
| 7.   | Jon Eley               | 5:24,596 min |
|      | Wjatscheslaw Kurginjan | DNS          |

Datum: 20. Januar 2008

#### Staffel
| Rang | Name                                                                            | Zeit         |
| ---- | ------------------------------------------------------------------------------- | ------------ |
| 1.   | ItalienYuri Confortola Fabio Carta Nicola Rodigari Roberto Serra                | 6:57,853 min |
| 2.   | GroßbritannienJon Eley Paul Stanley Paul Worth Tom Iveson                       | 6:58,408 min |
| 3.   | FrankreichThibaut Fauconnet Stéphane Périer Maxime Châtaignier Jérémy Masson    | 6:59,256 min |
| 4.   | RusslandRuslan Sacharow Alexander Gertsikow Jewgeni Kosulin Sergei Prankewitsch | 6:59,894 min |

Datum: 18. bis 20. Januar 2008

## Medaillenspiegel
| Platz  | Land           | Gold | Silber | Bronze | Gesamt |
| ------ | -------------- | ---- | ------ | ------ | ------ |
| 1      | Italien        | 2    | –      | 1      | 3      |
| 2      | Großbritannien | 1    | 1      | –      | 2      |
| 3      | Lettland       | 1    | –      | –      | 1      |
| 4      | Bulgarien      | –    | 2      | –      | 2      |
| 5      | Niederlande    | –    | 1      | –      | 1      |
| 6      | Deutschland    | –    | –      | 1      | 1      |
| 6      | Frankreich     | –    | –      | 1      | 1      |
| 6      | Russland       | –    | –      | 1      | 1      |
| Gesamt | Gesamt         | 4    | 4      | 4      | 12     |